# Pizitz
Pizitz was een grote regionale warenhuisketen in Alabama, met zijn vlaggenschipwinkel in het centrum van Birmingham. Op zijn hoogtepunt had het 12 filialen, voornamelijk in de omgeving van Birmingham en verschillende locaties in Huntsville en andere steden in Alabama.
De keten werd in 1899 opgericht als Louis Pizitz Dry Goods Co. op de plaats van het vlaggenschipgebouw in het centrum van Birmingham. Het werd in december 1986 verkocht aan McRae's en alle voormalige Pizitz-winkels werden omgedoopt tot McRae's. Veel van de voormalige Pizitz-locaties zijn nu gesloten, maar de familie Pizitz  bezit (via Pizitz Management Group) nog steeds de gebouwen van de meeste van haar voormalige winkels. Dit werd een probleem toen de warenhuisketen McRae's keten in 2005  aan Belk Department Stores uit Charlotte (North Carolina) werd verkocht. De Louis Pizitz Middle School is gebouwd op land geschonken door de familie Pizitz.